# 垣内彩未
垣内 彩未（かきうち あやみ、1989年8月30日 - ）は、日本のファッションモデル、女優。東京都出身。スターダストプロモーション所属。

## 略歴
東京で生まれたが、親の転勤に伴い愛知県名古屋市に7年間住んでいたことがある。堀越高等学校卒業。
2011年に女優からモデルに転身。ファッション雑誌のモデルとして活動する。
2024年3月31日をもって25年所属したサンミュージックプロダクションを退所し、同年6月1日からスターダストプロモーション所属となる。

## 人物
2016年11月にフォトグラファーの須江隆治と結婚。2017年11月に第1子女児を出産。2021年10月11日に第2子男児の出産を報告。
2024年に日本化粧品検定の1級を取得。

## 出演

### 舞台
- 2000年 新宿コマ劇場『オズの魔法使い』 - マンチキン 役
- 2000年 明治生命ミュージカル『アニー』 - アニー 役[9]
- 2001年夏 ミュージカル『美少女戦士セーラームーン』 誕生!暗黒のプリンセス ブラック・レディ - セーラーサターン/土萌ほたる 役
- 2002年冬 ミュージカル『美少女戦士セーラームーン』 誕生！暗黒のプリンセス ブラック・レディ【改訂版】〜惑星ネメシスの謎〜 - セーラーサターン/土萌ほたる 役
- 2002年春 ミュージカル『美少女戦士セーラームーン』10th Anniversary Festival 愛のサンクチュアリ - セーラーサターン/土萌ほたる 役
- 2007年 ミュージカル『チキンカレー』
- 2007年 ヴェローナの二紳士（東京グローブ座・シアターBRAVA!）
- 2012年 丸美屋食品ミュージカル『アニー』 - リリー 役

### 映画
- 2000年 『長崎ぶらぶら節』
- 2006年 角川ヘラルド映画 『時をかける少女』 - 早川友梨 役[10]（声優）
- 2010年 『ふうけもん』
- 2012年 『ヒノマル♪ドリーム』

### テレビ
2001年
- 月曜ドラマスペシャル 「税務調査官・窓際太郎の事件簿6」（TBS） - 矢野冬美 役

2002年
- 利家とまつ〜加賀百万石物語〜（NHK） - 江 役
- はるちゃん6（東海テレビ） - 白石綾 役

2003年
- 火曜サスペンス劇場 「幻の女」（日本テレビ） - 沢地真美 役[11]

2004年
- 火曜サスペンス劇場 「北ホテル」（日本テレビ）
- 火曜サスペンス劇場 「北ホテル2」（日本テレビ）
- CS発・美少女箱（フジテレビ721）

2005年
- 火曜サスペンス劇場 「北ホテル3」（日本テレビ）
- ファイト（NHK 朝の連続テレビ小説） - 黒木里夏 役

2006年
- マイ★ボス マイ★ヒーロー（日本テレビ） - 小澤香織 役

2007年
- 百鬼夜行抄（日本テレビ）
- 砂時計（TBS） - 月島椎香（中高生時代）役
- 探偵学園Q（日本テレビ） - 岡田律子 役（第1話ゲスト）

2008年
- うさぎたちのもちつき　(2008年、ネットシネマ.tv)
- 目がはなせない教育テレビ（NHK）
- シバトラ〜童顔刑事・柴田竹虎〜（フジテレビ/共同テレビ） - 水原咲 役（第6話ゲスト）

2009年
- Q.E.D. 証明終了（NHK） - 江成姫子 役（第3回・第7回・第9回・最終回ゲスト）
- 土曜ワイド劇場 「弁護士・森江春策の事件」（テレビ朝日） - 来栖綴 役（8月1日放送）
- 世にも奇妙な物語 秋の特別編「呪い裁判」（フジテレビ） - 裁判員 役

2010年
- コード・ブルー -ドクターヘリ緊急救命- 2nd season（フジテレビ） - 辻陽子（看護師） 役
- サヨナラの恋（BeeTV） - 相田美知 役
- 戦国鍋TV 〜なんとなく歴史が学べる映像〜（tvk） - 戦ハーフタイム 南 役
- コレミーナ!（MUSIC ON! TV） - 月・水・金曜レギュラー

2011年
- 陽はまた昇る（テレビ朝日） - アキナ 役
- 土曜ワイド劇場 「天才刑事・野呂盆六」（朝日放送） - 六華彩菜 役（9月17日放送）

2013年
- NHK高校講座 地学基礎（NHK Eテレ） 4月17日 -
- 潜入探偵トカゲ（TBS） - 鮎川波瑠 役（第3話ゲスト）
- 東京上級デート（テレビ朝日） - 8月14日 #65 代々木

2014年
- 着信御礼!ケータイ大喜利（NHK総合） - 12月13日 ※アシスタントアナウンサーに代えての出演

2020年
- MIU404（TBS） - 千春 役（第6話ゲスト）

### CM
- 2004年 LOTTE Pass
- 2006年 ムーンスター（旧：月星化成）イメージキャラクター
- 2007年 ANA香港 イメージキャラクター
- 2007年 小林製薬 アイボンWビタミン

### 雑誌・カタログ
- 『melon』（祥伝社、2004年、現在は休刊）
- 『bis』（光文社、登場時期不明、現在は休刊）
- 『steady.』（宝島社）
- 『with』（講談社）専属モデル
- 『Soup.』（モール・オブ・ティーヴィー）
- 『SEDA』（日之出出版）
- 『JILLE』（双葉社）
- 『mini』（宝島社）
- 『MISS＋』（世界文化社）
- 『MISSウエディング』（世界文化社）
- 『bea's up』（スタンダードマガジン）
- 『mina』（主婦の友社）
- 『ar』（主婦と生活社）
- 『美的』（小学館）
- 『MAQUIA』（集英社）
- 『VoCE』（講談社）
- 『BAILA』（集英社）
- 『Gina』（ぶんか社）

- 『PEACH JOHN』
- 『SNOW ANGEL』
- 『GirlsBrunch』
- 『smiLeLand』
- 『komachi Wedding』
- 『RyuRyu』
- 『Voi』
- 『IMAGE』
- 『Pieds』

- 『TOKYO RUNWAY』
- 『KANSAI COLLECTION』

## 音楽

### シングル
- 夢見るオモチャ箱〜恋する Dancing Doll（2005年8月10日） UPCH-5327

「Doll's Vox」（高見沢俊彦プロデュース）の一員として
- 明日へ歩こう〜walking for tomorrow〜（2006年3月4日） SMLCP0001

日本ウオーキング協会「美しい日本の歩きたくなる道500選」イメージソング